# Great Cacapon (Virginia Occidental)
Great Cacapon es un lugar designado por el censo ubicado en el condado de Morgan en el estado estadounidense de Virginia Occidental. En el Censo de 2010 tenía una población de 386 habitantes y una densidad poblacional de 173,9 personas por km².

## Geografía
Great Cacapon se encuentra ubicado en las coordenadas 39°36′52″N 78°17′9″O / 39.61444, -78.28583. Según la Oficina del Censo de los Estados Unidos, Great Cacapon tiene una superficie total de 2.22 km², de la cual 2.22 km² corresponden a tierra firme y (0%) 0 km² es agua.

## Demografía
Según el censo de 2010, había 386 personas residiendo en Great Cacapon. La densidad de población era de 173,9 hab./km². De los 386 habitantes, Great Cacapon estaba compuesto por el 96.89% blancos, el 0% eran afroamericanos, el 0.78% eran amerindios, el 1.04% eran asiáticos, el 0% eran isleños del Pacífico, el 0% eran de otras razas y el 1.3% pertenecían a dos o más razas. Del total de la población el 0.52% eran hispanos o latinos de cualquier raza.